# Aeroportul Novy Urengoy
Aeroportul Novy Urengoy (IATA: NUX, ICAO: USMU) este un aeroport din Districtul autonom Iamalia-Neneția, Regiunea Tiumen, Rusia ce deservește zona Novâi Urengoi. Aeroportul a fost tranzitat în 2022 de 1.031.640 de pasageri. A fost numit după Ivan Gubkin⁠(d).
Situat la o altitudine de 64 m, aeroportul dispune de 1 pistă.

## Infrastructură

### Piste
Aeroportul dispune de o singură pistă. Pista are orientarea 09/27. 